# Don Digirolamo
Don Digirolamo (geb. vor 1978) ist ein US-amerikanischer Tontechniker.

## Leben
Digirolamo begann seine Karriere 1978 als Dolby-Berater, ab 1982 arbeitete er als Tontechniker. Bereits für seinen zweiten Film, Steven Spielbergs E.T. – Der Außerirdische erhielt er gemeinsam mit Robert Knudson, Robert J. Glass und Gene S. Cantamessa bei der Oscarverleihung 1983 den Oscar in der Kategorie Bester Ton. Zudem war er für den BAFTA Film Award in der Kategorie Bester Ton nominiert. 1988 (für Das Reich der Sonne) sowie 1989 (für Falsches Spiel mit Roger Rabbit) war er erneut für den Oscar nominiert, konnte die Auszeichnung jedoch nicht erneut gewinnen. Zu seinen weiteren Auszeichnungen gehören die Nominierung für einen weiteren BAFTA Film Award für Flashdance, sowie zwei Primetime-Emmy-Nominierungen, wobei er den Preis 1997 für die Miniserie Titanic entgegennehmen konnte.

## Filmografie (Auswahl)
- 1978: Star Crash – Sterne im Duell (Scontri stellari oltre la terza dimensione)
- 1979: Hair
- 1980: Das Imperium schlägt zurück (The Empire Strikes Back)
- 1982: E.T. – Der Außerirdische (E.T. the Extra-Terrestrial)
- 1982: Ein Offizier und Gentleman (An Officer and a Gentleman)
- 1983: Flashdance
- 1983: Scarface
- 1984: Auf der Jagd nach dem grünen Diamanten (Romancing the Stone)
- 1985: Die Farbe Lila (The Color Purple)
- 1986: ¡Drei Amigos! (¡Three Amigos!)
- 1987: Das Reich der Sonne (Empire of the Sun)
- 1988: Falsches Spiel mit Roger Rabbit (Who Framed Roger Rabbit)
- 1988: Meine Stiefmutter ist ein Alien (My Stepmother Is an Alien)
- 1990: Fegefeuer der Eitelkeiten (The Bonfire of the Vanities)
- 1991: Die nackte Kanone 2½ (The Naked Gun 2½: The Smell of Fear)
- 1994: Shadow und der Fluch des Khan (The Shadow)
- 1994: Undercover Cops (Exit to Eden)
- 1996: Die dicke Vera (Larger Than Life)
- 1996: Schutzlos – Schatten über Carolina (Bastard Out of Carolina)
- 1998: A Night at the Roxbury
- 1998: Finding Graceland – Unterwegs mit Elvis (Finding Graceland)
- 1998: Simon Birch
- 2005: AbServiert (Waiting…)
- 2010: Peacock

## Auszeichnungen (Auswahl)
- 1983: Oscar in der Kategorie Bester Ton für E.T. – Der Außerirdische
- 1988: Oscar-Nominierung in der Kategorie Bester Ton für Das Reich der Sonne
- 1989: Oscar-Nominierung in der Kategorie Bester Ton für Falsches Spiel mit Roger Rabbit
- 1983: BAFTA-Film-Award-Nominierung in der Kategorie Bester Ton für E.T. – Der Außerirdische
- 1984: BAFTA-Film-Award-Nominierung in der Kategorie Bester Ton für Flashdance